# Festival (Software)
Festival ist eine Sprachsynthese-Software (engl. text to speech), entwickelt an der Universität Edinburgh in Schottland. Unterstützt werden u. a. die Sprachen Englisch, Spanisch, Walisisch, Italienisch und Finnisch, wobei aber der Schwerpunkt auf der englischen Sprache liegt.
Die Software wurde in C++ geschrieben und ist durch einen Scheme-Dialekt einfacher zu erweitern und interaktiv bedienbar. Die Autoren verstehen Festival dabei auch als Framework für Sprachsynthese-Software, das mit eigenen Scheme-Skripten erweitert oder in bestehende Software eingebunden werden kann. Die Lizenz erlaubt die freie Benutzung und Veränderung der Software und erfüllt z. B. die Debian Free Software Guidelines. Eine Einbindung in proprietäre Software ist zulässig.
Programme, die für die Sprachsynthese Festival verwenden, sind zum Beispiel:
- GpsDrive, eine Navigationssoftware
- Kismet, einem WLAN-Sniffer
- pidgin-festival, eine Erweiterung für den Instant-Messaging-Client Pidgin[2]

Des Weiteren dient Festival als Grundlage für die Erforschung von Sprachsynthese per se. Weitere Stimmen sind für einige Sprachen erhältlich, es können eigene erstellt werden.